# Wilhelm Turnau
Wilhelm Turnau (mit vollständigem Taufnamen: Wilhelm Franz August Turnau; * 13. Dezember 1832 in Paderborn; † 24. Dezember 1915) war ein deutscher Richter.

## Leben
Wilhelm Turnau studierte Rechtswissenschaften, unter anderem an der Ludwig-Maximilians-Universität München. Seit 1851 war er Renoncenphilister des Corps Makaria München.
Turnau wurde 1855 auf den preußischen Landesherrn vereidigt und zum Auskultator am Appellationsgericht in seiner Heimatstadt Paderborn ernannt. 1864 wurde er Kreisrichter in Bielefeld. Schnell durchlief er die richterliche Laufbahn. 1874 wurde er zum Kreisgerichtsdirektor ernannt, 1879 zum Appellationsgerichtsrat und dann zum Landgerichtsrat. Turnau befasste sich unter anderem mit dem Bergrecht.
1880 wurde Turnau nach Berlin berufen und Richter am Kammergericht. 1886 wurde er an das Reichsgericht berufen. Er war an dessen V. Zivilsenat tätig. 1907 trat er in den Ruhestand.

## Familie
Wilhelm Turnaus Tochter Caroline (* 1868) heiratete 1893 den nassauischen Landrat Adolf Lex.

## Schriften
- Die Grundbuch-Ordnung vom 5. Mai 1872 mit Ergänzungen und Erläuterungen. Paderborn 1892.
  - Bd. 1: Die Gesetze mit Kommentar (Digitalisat der SBB).
  - Bd. 2: Die Kosten- und Stempelgeschichte. Ergänzungen (Digitalisat der SBB).
- Die Preußischen Grundbuchgesetze in ihrer durch die neue Reichs- und Landesgesetzgebung gewonnenen Gestalt. Paderborn 1881 (Digitalisat der SBB).
- mit Konrad Förster: Das Liegenschaftsrecht nach den deutschen Reichsgesetzen und den preußischen Ausführungsbestimmungen. Ferdinand Schöningh, Paderborn, 3., vermehrte und verbesserte Aufl. 1906.
  - Bd. 1: Das Sachenrecht des Bürgerlichen Gesetzbuchs (Digitalisat) der  Universitäts- und Landesbibliothek Münster.
  - Bd. 2: Die Grundbuchordnung (Digitalisat) der Universitäts- und Landesbibliothek Münster (2. Aufl. 1903).
- Die Schiedsmanns-Ordnung vom 29. März 1879. Berlin [u. a.] 1880 (Digitalisat des MPIER)
- Eine Anmerkung zu § 70 des Gesetzes über den Eigenthumserwerb vom 5. Mai 1872. Beiträge zur Erläuterung des deutschen Rechts, Jahrgang 20 (=Neue Folge Jahrgang 5) (1876), S. 778.
- Der § 41 des Gesetzes über den Eigenthumserwerb vom 5. Mai 1872. Beiträge zur Erläuterung des deutschen Rechts, Jahrgang 27 (= 3. Folge, Jahrgang 7) (1883), S. 35.